# Korenmolengat
Het Koornmolengat is een klein natuurreservaat dat gelegen is langs de Rotte ten noorden van de Nederlandse stad Rotterdam. Het bestaat uit broekbos, veenmoeras en drie open plassen. Het gebied heeft zich ontwikkeld uit een veenplas, die ontstond na natte vervening in de 16e eeuw. In de 18e eeuw bleef het gebied buiten de droogmaking van de aangrenzende Tweemanspolder doordat het binnen de boezem van de Rotte bleef en van de polder werd gescheiden door een dijk. Het Koornmolengat is daardoor nooit ontveend of ontwaterd. Het heeft een eigen waterpeil van NAP -1.90m, terwijl het peil in de Tweemanspolder tot -6.00m kan worden verlaagd.
Vanwege het veel lagere peil in de Tweemanspolder is er sprake van wegzijging, dat wil zeggen van een neerwaartse stroming van (grond-)water door een slecht doorlatende laag naar de polder. Oorspronkelijk werd water uit de Rotte door middel van een vlotterbak ingelaten om het water op peil te houden, terwijl in perioden met neerslagoverschot het surplus via een overstort naar de Tweemanspolder werd afgevoerd. In 1996 zorgden het hoogheemraadschap van Schieland en het Recreatieschap Rottermeren voor de aanleg van een helofytenfilter, waardoor de waterkwaliteit in het Koornmolengat is verbeterd. Het helofytenfilter heeft een oppervlak van ongeveer 0,8 ha en is van het type vloeiveld.
Het Koornmolengat kent een rijke verscheidenheid aan watervogels en reigers, waaronder de roerdomp en het woudaapje. Ook is er een kolonie aalscholvers met circa 100 broedparen, die goed te zien is vanaf het pad over de Rottedijk. In het riet zijn de kleine karekiet, de rietzanger en de bosrietzanger te vinden. De flora in het gebied is ook zeer divers en beidt daarmee ook een geschikte woonomgeving voor insecten, muizen en marterachtigen. Het natuurgebied wordt beheerd door Natuur- en Vogelwacht Rotta.
Op het aangrenzende deel van de Rottedijk hebben vroeger zeven eenvoudige huisjes van hout en riet en een korenmolen gestaan. De namen Zevenhuizen en Koornmolengat zijn hieraan ontleend.
Het Koornmolengat wordt beheerd door vrijwilligers van Natuur- en vogelwacht Rotta. Deze vereniging organiseert op vrijdagavond in de maanden juli en augustus rondleidingen door en om het gebied.